# 谷地川 (東京都)
谷地川（やじがわ）は、東京都八王子市・日野市を流れる多摩川の支流の一級河川である。

## 概要
八王子市上戸吹に水源を発し、やや南東に流れて行く。途中日野用水と立体交差する。一部流路は直線化され、屈曲した旧河道も一部、残っている。
また、日野台地の北限にもなっており、この川以北は加住丘陵となっている。

## 橋梁
上流側から
- 熊野堂橋
- 宮下橋
- 勝手神社橋
- 滝山橋
- 左入橋
- 新左入橋
- 新権水橋
- 八方地橋
- 青木橋（八王子バイパス）
- 西野橋
- 万年橋
- 田島橋
- 谷地川橋梁（八高線）
- 新日向橋
- 新鶴見橋
- 下田橋
- 新旭橋

## 支流
- 谷萩川
- 大谷川 小宮公園の弁天池に水源を発し大谷沢の谷間に流れる。川の大半は暗渠になり、下水道に転用されているが、一部分が開渠となっている。

## 谷地川緑道
谷地川緑道は、八王子市石川町、宇津木町にある遊歩道。
谷地川の旧河道を遊歩道として一部整備されているのが、この谷地川緑道である。
ただし、旧河道の全てが緑道として整備されているわけでなく、下水道に転用されていたり、埋められていたりと様々である。